# Knysnagräsfågel
Knysnagräsfågel (Bradypterus sylvaticus) är en fågel i familjen gräsfåglar inom ordningen tättingar som enbart förekommer i Sydafrika. Arten är fåtalig och minskar i antal. Internationella naturvårdsunionen IUCN anser den därför vara utrotningshotad och placerar den i kategorin sårbar (VU).

## Utseende och läten
Knysnagräsfågeln är en medelstor (14-15 centimeter), oansenlig, brun sångare. Undersidan är blekare brun. Näbben är rosabrun medan benen är olivbruna. Den liknar mycket natalgräsfågeln (B. barratti), men denna har fläckat bröst och längre stjärt. Sången är en accelererande drill.

## Utbredning och systematik
Knysnagräsfågeln är endemisk för Sydafrika. Den delas in i två underarter med följande utbredning:
- Bradypterus sylvaticus pondoensis – förekommer i kustnära buskskog i Östra Kapprovinsen och KwaZulu-Natals kust
- Bradypterus sylvaticus sylvaticus – förekommer i Sydafrika (Kaphalvön till Port Elizabeth)

Gräsfåglarna behandlades tidigare som en del av den stora familjen sångare (Sylviidae). Genetiska studier har dock visat att sångarna inte är varandras närmaste släktingar. Istället är de en del av en klad som även omfattar timalior, lärkor, bulbyler, stjärtmesar och svalor. Idag delas därför Sylviidae upp i ett flertal familjer, däribland Locustellidae.

## Levnadssätt
Knysnagräsfågeln förekommer i tät och snårig vegetation utmed vattendrag, i diken i fynbosskog eller i skogskanter i bergsskog. Den har även anpassat sig till invasiva björnbärssnår och har på Kaphalvön till och med övergivit ursprunglig skog till förmån för stadsnära skogar. Trots det finns inga tecken på att arten vidgat sitt utbredningsområde. Fågeln verkar födosöka nära eller på marken på jakt efter insekter. Den häckar mellan augusti och december när tillgången på föda är som störst.

## Status och hot
Knysnagräsfågeln är en sällan sedd art med ett litet och mycket fragmenterat utbredningsområde. Den tros dessutom minska i antal till följd av habitatförlust. 1992 rapporterades som mycket vanlig, men sentida information indikerar motsatsen. Internationella naturvårdsunionen IUCN kategoriserar en därför som sårbar (VU). Världspopulationen uppskattas till färre än 1 000 vuxna individer.

## Namn
Knysna är en flod i Västra Kapprovinsen i Sydafrika, tillika namnet på staden som ligger vid dess mynning. Fågeln har tidigare på svenska kallats knysnasmygsångare.